# Christian Julius Döteber
Christian Julius Döteber, född i Leipzig i Tyskland, död troligen 1675, var en tysk skulptör, verksam under 1600-talets andra och tredje fjärdedelar.
Christian Julius Döteber utbildades hos sin far Franz Julius Döteber, en skicklig skulptör i Leipzig. Han vistades tidvis i Sverige, och gick då först som gesäll hos Martin Redtmer. Han var i Sverige såväl före som efter 1650 och har utfört vackra barockarbeten på flera palats och kyrkor i Stockholm. Bland hans arbeten märks Tyska kyrkans portal, portalen till Sankt Jacobs kyrka och den dekorativa utsmyckningen av Petersenska huset. Även i Leipzig finns flera arbeten av Döteber.